# 조양 임씨
조양 임씨(兆陽林氏)는 전라남도 보성군 조성면을 관향으로 하는 한국의 성씨이다.

## 역사
시조 임세미(林世味)는 평성부원군(平城府院君) 임언수(林彦脩)의 넷째 아들로 고려 말 광정대부(匡靖大夫) 이부상서(吏部尙書) 등을 역임하고 조양군(兆陽君)에 봉해졌다고 한다. 시조 묘소는 전라남도 보성군 벌교읍 낙성리에 있다.

## 본관
조양(兆陽)은 전라남도 보성군 조성면 일원의 옛 지명이다. 백제시대에는 동로현(冬老縣)이었다. 757년(신라 경덕왕 16)에 조양(兆陽)으로 고쳐 분령군(分嶺郡)의 영현이 되었다가 고려 현종 때 보성현(寶城縣)에 속하였다. 1395년(태조 4) 고흥현(高興縣)에 편입되었고, 1441년(세종 23)에 다시 보성군에 환속되었다. 1442년(세종 23년) 폐현(廢縣)되어 조양면(兆陽面)에 편입되었다. 1911년 조양면(兆陽面)과 대곡면(大谷面)을 합하여 조성면(鳥城面)으로 개칭되어 현재에 이르고 있다.

## 분파
조양 임씨는 평택 임씨에서 분관되었다고 한다. 조양 임씨는 시조 임세미의 증손 임천봉(天鳳)과 임난봉(鸞鳳)의 대에 전주에 터를 잡고 살게 되었으니 이곳이 곧 조양임씨(兆陽林氏)의 집성촌이 되고 6세 임각(恪)의 대에 이르러 중종이 크게 번창하니 7세를 파조(派祖)로 하여 군사공파, 주부공파, 생원공파, 참의공파, 부사공파, 군수공파, 현감공파, 별시공파의 8개파로 분파되었다.
임세미의 손자인 임인성(仁成)의 후손이 안동 임씨로 되고, 임세미의 증손 임실 후손이 전주 임씨로, 임세미의 셋째 아들 임총의 후손이 임하 임씨(臨河林氏), 임세미의 7대손 임연(然)의 후손이 보성 임씨(寶城林氏), 임세미의 7대손 임사순(士栒)의 후손이 임천 임씨(林川林氏)로 각각 분관되었다는 설이 있으나 확실한 사료(史料)나 문헌은 없다.

## 인물
- 임옥산(林玉山, 1432년 ~ 1502년): 전라도 남원 출신. 아버지는 곡성훈도 사강(士綱)이며, 어머니는 개성고씨(開城高氏)로 이조참판을 지낸 순(淳)의 딸이다. 1451년(문종 1) 사마시에 합격하고, 5년 후 무과에 급제하여 군기감직장에 재임 중 어머니의 병간호를 위하여 사직하였다. 1474년(성종 5) 특지(特旨)에 의하여 선전관이 되었으나, 몇 달 뒤 아버지의 봉양을 위하여 사직하려 하자 그의 고향 남원과 인접한 장수현감에 임명되었다. 1477년에는 효행으로 도총부도사에 승진되었다. 1496년(연산군 2) 능성현령에 재임 중 청렴한 태도로 선정을 베풀어 주민들이 송덕비를 세우기도 하였다. 1498년 북도병마절도사·병조참판 등에 임명되었으나 병으로 나아가지 못하였으며, 그가 죽자 조정에서 예관(禮官)을 보내 치제(致祭)하도록 하고 정려가 내려졌다. 전라북도 장수의 압계사(鴨溪祠)에 제향되었다. 저서로는 『국헌유고』가 있다.[1]

- 임정언(林廷彦): 전라도 전주 출신. 호조참의(戶曹參議) 임각(林恪)의 후손이다. 부친은 진사 임핍(林愊)이다. 1592년(선조 25) 임진왜란이 일어나자 의병장 정문부(鄭文孚)의 휘하로 들어가 함경도 경성(鏡城)에서 왜적들과 격전을 벌여 공을 세웠다. 회령지역의 향리(鄕吏) 국경인(鞠景仁) 등이 난을 일으켜 왕자(王子)와 군(君)을 갈라놓고 상락부원군(上洛府院君) 김귀영(金貴榮)‧장계부원군(長溪府院君) 황정욱(黃廷彧) 등을 붙잡아 왜적에게 넘길 때, 임정언(林廷彦)은 신미(申楣)‧최언붕(崔彦鵬)‧오경남(吳慶男)과 같이 정문부를 도와 적을 무찔렀다. 당시 그의 활약을 정문부가 조정에 고하여 참봉(參奉)에 제수(除授)되었다.

- 임대홍(林大洪, 1920년 ~ 2016년): 미원그룹 회장. 대상그룹 창업회장.
- 임방현(林芳鉉, 1930년 ~ ): 제11·12대 국회의원.
- 임복진(林福鎭, 1937년 ~ ): 제14·15대 국회의원.
- 임춘원(林春元, 1938년 ~ ): 제12·13·14대 국회의원. 신민당 총재.
- 임종인(林鍾仁, 1956년 ~ ): 제17대 국회의원.
- 임창욱(林昌郁, 1949년 ~ ): 대상그룹 회장.

## 과거 급제자
조양 임씨는 조선시대 문과 급제자 3명, 무과 급제자 7명을 배출하였다.
문과
임기(林) 임숭회(林崇檜) 임을손(林乙孫)
이과
임수(林守)
무과
임광달(林光達) 임대춘(林大春) 임순재(林順才) 임재무(林梓茂) 임종신(林宗信)
임태장(林泰長) 임희복(林希福)
생원시
임관(林瓘) 임변(林忭) 임숭괄(林崇栝) 임숭회(林崇檜) 임익방(林益芳)
임익번(林益蕃) 임정준(林廷俊) 임지재(林之梓) 임후생(林厚生)
진사시
임상후(林相厚) 임숭백(林崇栢) 임재환(林在煥) 임찬(林璨) 임협(林恊)

## 집성촌
전라남도 장흥군 부산면 유량리에 조선조 양주목사를 역임한 임계을(林桂乙)을 비롯해 조양 임씨 선조를 모시는 구양재(龜陽齋)가 있다.
임세미의 증손 임천봉과 임란봉의 이래로 전라북도 무주군 일대에 자리 잡았다. 4세 임천봉의 자손들은 김제군 일대에 옮겨가 살았다. 임천봉의 동생 임란봉의 자손들 가운데 7세 임사수의 후계인 주부공파는 전주와 보성군에 뿌리를 내렸다. 임사수의 동생 임사부를 파조로 하는 생원공파는 익산에 뿌리를 내린다. 임사강의 후계인 참의공파는 전주, 정읍, 장흥군에서, 부사공파는 김제, 부안에, 군수공파는 고창군에 많이 살았다. 7세 임사명의 후계인 현감공파는 전라도 각지에 퍼졌으며, 임한손의 후계인 별시공파는 부안군에 살았다.

## 인구
- 1985년 5,456가구, 23,689명
- 2000년 9,889가구, 31,924명
- 2015년 42,844명